# Вейхуей
Вейхуей (кит.: 卫辉; піньїнь: Wèihuī) — міський повіт міського округу Сіньсян, що в китайській провінції Хенань. Вейхуей є адміністративною одиницею, що підпорядковується напряму провінції Хенань, що в свою чергу делегує управління нею міському округу Сіньсян.

## Адміністративний поділ
Міський повіт поділяється на 7 селищ і 6 волостей.